# Ibrahima Sory Conté
Ibrahima Sory Conté (Conakry, 3 giugno 1981) è un ex calciatore guineano, di ruolo difensore.

## Carriera

### Nazionale
Ha partecipato alla Coppa d'Africa del 2004.